# فلوريان فاشون
فلوريان فاشون (بالفرنسية: Florian Vachon)‏ ولد بتاريخ 2 يناير 1985 في فرنسا، هو دراج فرنسي في صنف سباق الدراجات على الطريق.

## سباقات أو مراحل فاز بها
| التاريخ        | السباق                                   | المركز                                          |
| -------------- | ---------------------------------------- | ----------------------------------------------- |
| 11 سبتمبر 2008 | 2008 Izegem Koers                        | الفائز في التصنيف العام                         |
| 05 أكتوبر 2008 | طواف فونديه 2008                         | السادس في التصنيف العام                         |
| 19 أبريل 2009  | ترو-برو ليون 2009                        | الثامن في التصنيف العام                         |
| 04 أكتوبر 2009 | طواف فونديه 2009                         | الرابع في التصنيف العام                         |
| 01 يناير 2010  | كأس فرنسا لركوب الدراجات على الطريق 2010 | الأول في تصنيف أفضل شاب، الثاني في تصنيف النقاط |
| 21 مارس 2010   | شوليه باي دي لوار 2010                   | السابع في التصنيف العام                         |
| 15 أبريل 2010  | جائزة دينين الكبرى 2010                  |                                                 |
| 17 أبريل 2010  | طواف فينيستير 2010                       | الفائز في التصنيف العام                         |
| 18 أبريل 2010  | ترو-برو ليون 2010                        | الخامس في التصنيف العام                         |
| 26 سبتمبر 2010 | طواف فونديه 2010                         | السابع في التصنيف العام                         |
| 01 يناير 2011  | 2011 Ronde de l'Oise                     |                                                 |
| 17 مارس 2012   | لوار أتلانتيك الكلاسيكي 2012             | الفائز في التصنيف العام                         |
| 04 أكتوبر 2012 | باريس بورج 2012                          | الفائز في التصنيف العام                         |
| 16 يونيو 2013  | بوكليس دي لا مايين 2013                  |                                                 |
| 01 مارس 2014   | كلاسيك سود أرديتشي 2014                  | الفائز في التصنيف العام                         |
| 08 مارس 2020   | سباق جائزة ليليرس الكبرى 2020            | الفائز في التصنيف العام                         |

## وصلات خارجية
- الموقع الرسمي

## روابط خارجية
- فلوريان فاشون على موقع الاتحاد الدولي للدراجات (الإنجليزية)
- فلوريان فاشون على موقع أرشيف الدراجات (الإنجليزية)
- فلوريان فاشون على موقع إحصائيات الدراجات الإحترافية (الإنجليزية)
- فلوريان فاشون على موقع نسبة الدراجات (الإنجليزية)
- فلوريان فاشون على موقع CycleBase (الإنجليزية)